# 23975 Akran
23975 Akran è un asteroide della fascia principale. Scoperto nel 1999, presenta un'orbita caratterizzata da un semiasse maggiore pari a 2,3565080 UA e da un'eccentricità di 0,1294735, inclinata di 4,38164° rispetto all'eclittica.